# Forbes (gruppo musicale)
I Forbes erano un gruppo musicale svedese attivo dal 1974 al 2015 e formato da Anders Hector, Chino Mariano, Claes Bure, Peter Björk, Peter Forbes e Roger Capello.
Hanno rappresentato la Svezia all'Eurovision Song Contest 1977 con il brano Beatles.

## Carriera
I Forbes sono saliti alla ribalta all'inizio del 1977 con la loro vittoria all'annuale Melodifestivalen, il programma di selezione del rappresentante eurovisivo svedese, dove hanno presentato l'inedito Beatles. Hanno potuto così cantare per il loro paese all'Eurovision Song Contest 1977 a Londra, dove si sono però piazzati all'ultimo posto su 18 partecipanti con due soli punti totalizzati, entrambi provenienti dalla giuria tedesca. Il loro singolo ha comunque riscontrato successo commerciale, raggiungendo la 3ª posizione della classifica svedese e anticipando l'album di debutto Big Deal, che si è piazzato 19º in classifica.

## Discografia

### Album
- 1977 – Big Deal
- 1978 – Sure I'm Scared of Flying But...

### Singoli
- 1977 – Beatles